# Johan Bär
Pour les articles homonymes, voir Bar.
Johan Bär, né le 29 juin 1620 à Narva et mort le 24 mai 1688 à Malmö, est un amiral suédois.

## Biographie
Fils d'une ancienne famille de la noblesse de Courlande, il commence sa carrière militaire en 1642 et est nommé lieutenant dans l'Amirauté en 1645. Il est nommé responsable des opérations militaires de la province de Södermanland en 1648 et pair du royaume l'année suivante. En 1653, lors de la première guerre du Nord, il commande un navire de la flotte de Carl Gustaf Wrangel au cours d'opérations contre le Danemark et est élevé au grade de lieutenant-amiral en 1659. En 1664, il a la charge d'inspecter et surveiller le rassemblement de la flotte suédoise dans les provinces de Finlande et de l'archipel d'Åland.
Lors de la guerre de Scanie, il est nommé vice-amiral en 1675. Il commande une escadre dans la flotte de l'amiral Lorentz Creutz et participe à ce titre aux batailles de Jasmund et d'Öland en 1676. Déjà blâmé par Creutz pour son comportement lors de la première bataille, il est mis en cause pour son inaction présumée lors de la lourde défaite infligée par la flotte dano-néerlandaise à Öland. Il est acquitté par la commission chargée d'enquêter sur les événements mais plus aucun commandement ne lui est confié par la suite et il passe ses dernières années dans sa propriété près de Malmö.
Marié à Anna Kristina Slatte (1646-1071), il a avec elle un fils, également prénommé Johan (1673-1742), qui sera lieutenant-colonel et commandant de la forteresse d'Älvsborg, à Göteborg.